# Werner Kirstein
Pour les articles homonymes, voir Kirstein.
Werner Kirstein (né le 28 septembre 1927 à Dorsten et mort le 10 mai 2005 dans la même ville) est un homme politique allemand et membre du Landtag de Rhénanie-du-Nord-Westphalie (CDU).

## Biographie
Après l'école primaire et l'école de commerce, il complète un apprentissage commercial puis travaille comme commis industriel. À partir de 1955, il est commis commercial dans l'industrie minière.
En 1943, à l'âge de 16 ans, Kirstein est à la fois le leader régulier des Deutsches Jungvolk et des Jeunesses hitlériennes à Dorsten pendant près de cinq mois. Il agit ensuite brièvement comme gardien des sports pour la jeunesse hitlérienne dans l'arrondissement de Recklinghausen avant de rejoindre la marine vers la fin de la guerre.
L'expérience du national-socialisme a permis que Kirstein ne veut initialement plus rien avoir à faire avec la politique après la guerre. Cela change en 1952 lorsqu'il devient membre de la CDU et commence à s'impliquer dans de nombreux organes du parti dont, de 1983 à 1985, membre du comité exécutif d'État de la CDU Westphalie-Lippe. Depuis 1955, il est membre de l'IG Bergbau.

## Parlementaire
Du 29 mai 1980 au 30 mai 1990, Kirstein est membre du Landtag de Rhénanie-du-Nord-Westphalie. Il est élu sur la liste d'État de son parti.
Il est membre du conseil municipal de Dorsten de 1961 à 1964 et de 1969 à 1984. À partir de 1961, il est membre du conseil de l'arrondissement de Recklinghausen.